# Karl Nolan
Karl Nolan (* 2. Mai 1891 in Gingen; † 31. Oktober 1937 im KZ Dachau) war ein deutscher Kommunist und Widerstandskämpfer in der Zeit des Nationalsozialismus. Er war Vater von Anna Pröll.

## Leben
Karl Nolan nahm als Soldat am Ersten Weltkrieg teil, seine Kriegserlebnisse machten ihn zum Kriegsgegner. Wie sein Vater arbeitete auch er als Webmeister in der Spinnerei und Weberei Pfersee. Seit 1927 verkehrte er in kommunistischen Kreisen, trat jedoch erst 1931 der Kommunistischen Partei Deutschlands (KPD) bei. Er war politischer Leiter der Zelle Pfersee. Ende 1932 wurde Nolan nach dem Verteilen von Flugblättern an einen Soldaten wegen Wehrkraftzersetzung verhaftet und im Januar 1933 bei der Gerichtsverhandlung in Leipzig zu einem Jahr Gefängnis verurteilt. Nach Entlassung erfolgte 1935 eine erneute Verurteilung zu anderthalb Jahren Gefängnis wegen Vorbereitung zum Hochverrat. Nolan kam in das KZ Dachau. Dort starb er am 31. Oktober 1937 an den Folgen eines mörderischen Arbeitseinsatzes, eingespannt vor einer Straßenwalze.

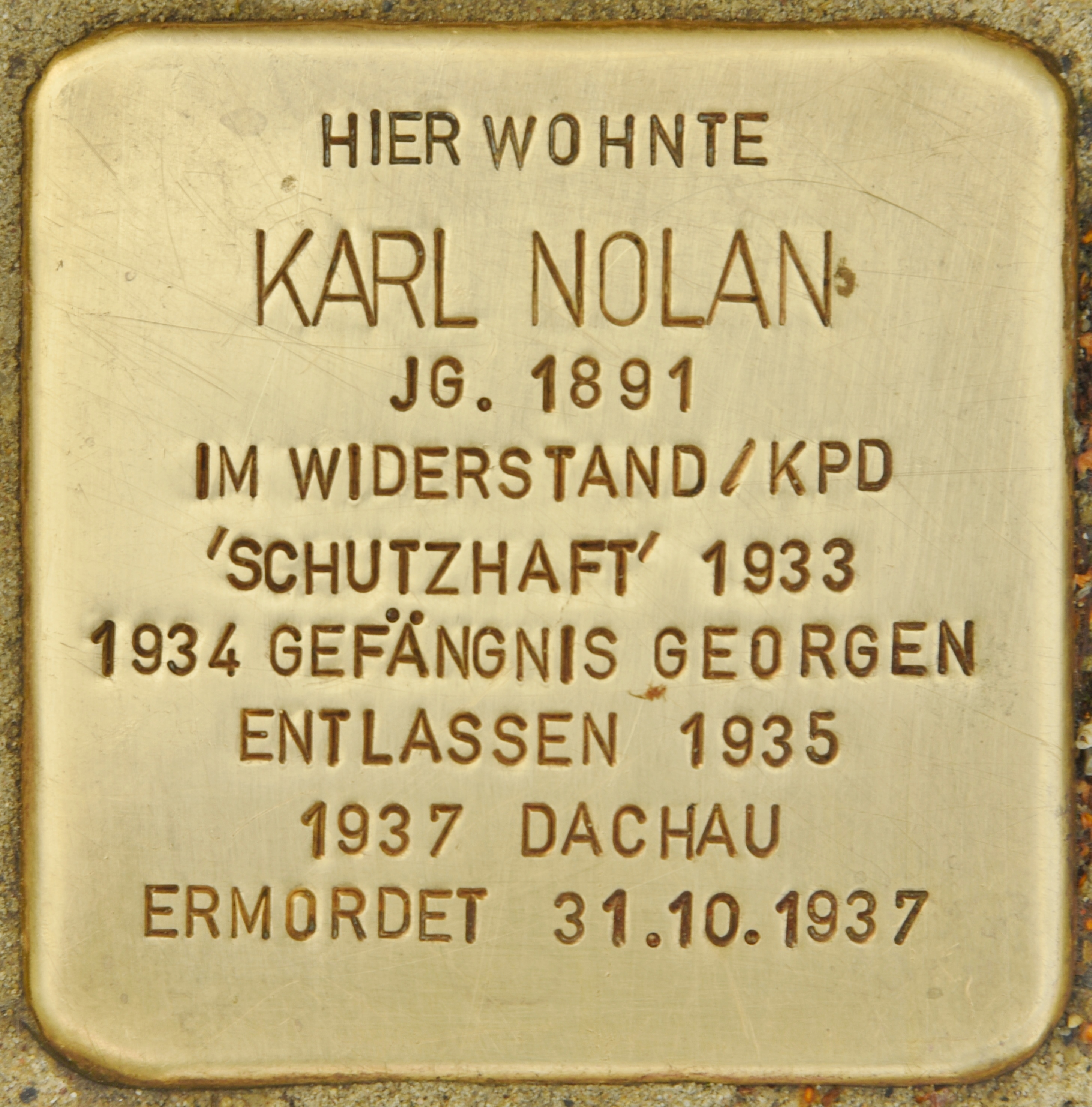
Stolperstein für Karl Nolan

## Gedenken
Bei der städtebaulichen Erschließung der ehemaligen Sheridan-Kaserne beschloss der Rat der Stadt Augsburg im Mai 2007, die vor der Halle 116, einem früheren Außenlager des KZ Dachau, liegende Straße nach Karl Nolan zu benennen. Im Mai 2017 wurde in der Ganghoferstrasse 2 in Augsburg-Pfersee, dem Wohnort Nolans, ein Stolperstein verlegt.